# Огненович, Миряна
Миряна Огненович (хорв. Mirjana Ognjenović; род. 17 сентября 1953, Загреб) — югославская гандболистка, полевой игрок. Олимпийская чемпионка 1984 года, серебряный призёр летних Олимпийских игр 1980 года, бронзовый призёр чемпионата мира 1982 года.

## Биография
Миряна Огненович родилась 17 сентября 1953 года в югославском городе Загреб (сейчас в Хорватии).
Играла в гандбол на загребские «Трешневку» и «Локомотив» и итальянский «Кассано-Маньяго».
В составе женской сборной Югославии четыре раза участвовала в чемпионатах мира: в 1975 году в СССР (5-е место), в 1978 году в Чехословакии (5-е место), в 1982 году в Венгрии (бронзовая медаль), в 1986 году в Нидерландах (6-е место).
В 1979 году завоевала золотую медаль гандбольного турнира Средиземноморских игр в Сплите.
В 1980 году вошла в состав женской сборной Югославии по гандболу на летних Олимпийских играх в Москве и завоевала серебряную медаль. Играла в поле, провела 5 матчей, забросила 11 мячей (5 в ворота сборной Конго, 3 — Чехословакии, 2 — Венгрии, 1 — ГДР).
В 1982 году признана лучшей гандболисткой Хорватии.
В 1984 году вошла в состав женской сборной Югославии по гандболу на летних Олимпийских играх в Лос-Анджелесе и завоевала золотую медаль. Играла в поле, провела 5 матчей, забросила 10 мячей (4 в ворота сборной Китая, 3 — Австрии, 2 — США, 1 — Южной Корее).
В течение карьеры провела за женскую сборную Югославии 147 матчей.